# Licitarsko srce (balet)
Licitarsko srce je hrvatski balet u tri slike koji je 1924. na vlastiti libreto skladao Krešimir Baranović.

## Povijest
Balet Licitarsko srce, jedan od važnijih u neveliku broju nacionalnih baleta, praizveden je 17. lipnja 1924. u Hrvatskom narodnom kazalištu u Zagrebu. Koreografirala ga je Margarita Froman, primabalerina moskovskoga Boljšoj teatra i članica slavne Djagilevljeve trupe Ballets Russes, baletna umjetnica i pedagoginja čijim dolaskom u Zagreb zapravo i započinje ozbiljna, profesionalna povijest hrvatskog baleta. Vedro i razigrano, Licitarsko srce imalo je velik uspjeh u domovini, gdje je publika prepoznavala domaće napjeve, ali i u inozemstvu, koje kao da je uvijek najviše cijenilo izvornost naše tradicionalne, ruralne baštine.

## Libreto

### I slika
Na trgu, pred crkvom. Proštenje je, narod je praznično raspoložen. Tu su tamburaši i gajdaši, a dolazi i Momak sa svojim prijateljima. Igra Cigana. S djevojkama, pojavljuje se Djevojka, a kad joj se Momak pokuša približiti, ona ode s djevojkama u crkvu. Momak joj onda kupuje šareno licitarsko srce, a kada narod izađe iz crkve i uhvati se u kolo, daje ga na dar Djevojci.

### II slika
Licitarski šator. Dok Momak i Djevojka spavaju, licitarske figure oživljavaju i počinje ples: prvo momci i djevojke, pa konji, zatim srca i na kraju, dva malena srca: Momkovo i Djevojčino. Na to se njih dvoje probude i stupe u kolo s ostalima.

### III slika
Opet na trgu. Djevojka uzvraća dar Momku. Poklanja mu jedno licitarsko srce. Svi su radosni i hvataju se u kolo. No, vrijeme je odlaska kući, a kada se na nebu pojavi ljubopitljivi Mjesec, iz licitarskog se šatora pojave dva srdašca, Momkovo i Djevojčino. I radosno se zagrle.

## Vanjske poveznice
- Turistička zajednica Zagrebačke županije: Medičari i izrada licitara  Arhivirana inačica izvorne stranice od 21. studenoga 2015. (Wayback Machine)
- Narodni.net – "Licitar – svjetska nematerijalna kulturna baština"